# Popel (Soutr Nikom)
Popel es una comuna (khum) del distrito de Soutr Nikom, en la provincia de Siem Riep, Camboya. 

## Ubicación
Se encuentra ubicada al noroeste del país, a escasa distancia al norte del lago Sap (Tonlé Sap) y de las ruinas de los templos de Angkor y Angkor Wat. Cubre un área total de 75,14 km².

## Demografía
En marzo de 2008 tenía una población estimada de 10.260 habitantes. En el censo de 2019, el número ascendió a 11.681, siendo 5.763 hombres y 5.918 mujeres, con una densidad poblacional de 155,5/km².